# Polinszky Károly
Polinszky Károly (Budapest, 1922. március 19. – Budapest, 1998. augusztus 15.) Kossuth-díjas vegyészmérnök, oktatáspolitikus, a kémiai tudomány doktora, a Magyar Tudományos Akadémia rendes tagja. Oktatás- és tudományszervezési munkája eredményeként jöttek létre, majd évekig irányítása alatt működtek a Veszprém városát a hazai vegyipar egyik felsőoktatási és kutatási bázisává tevő intézmények: a Nehézvegyipari Kutató Intézet (1949–1952), a Veszprémi Vegyipari Egyetem (1951–1963), valamint a Műszaki Kémiai Kutatóintézet (1960–1963, 1966–1974). 1974-ben egy hónapig Magyarország művelődésügyi, 1974-től 1980-ig oktatásügyi minisztere volt.

## Életútja
A budapest-belvárosi Eötvös József Főreálgimnázium befejezése után felsőfokú tanulmányait 1940-től a budapesti József Nádor Műszaki és Gazdaságtudományi Egyetemen végezte, 1944-ben szerezte meg vegyészmérnöki oklevelét. 1944–1945-ben a műegyetem szervetlen kémiai tanszékén oktatott tanársegédként, 1945-től 1948-ig pedig a kémiai technológiai tanszéken adjunktusként. 1948-ban megszerezte a műszaki doktori oklevelet, s ugyanebben az évben a Magyar Ásványolaj- és Földgázkísérleti Intézet osztályvezetőjévé nevezték ki.
1948-ban csatlakozott a Magyar Dolgozók Pártjához, s feladata az ipari kémiai kutatóintézeti háttér, valamint a vegyészképzés szervezése volt. 1949-től három évig az általa alapított, 1991-ben megszűnt veszprémi  Nehézvegyipari Kutatóintézet (NEVIKI) igazgatója volt, s ugyancsak 1949-től a Budapesti Műszaki Egyetem Veszprémre kihelyezett nehézvegyipari karán tanított. 1951-től 1953-ig az immár önállósult Veszprémi Vegyipari Egyetem szervetlen kémiai tanszékének docense, 1953-tól 1963-ig tanszékvezető egyetemi tanára volt. 1951–1952-ben és 1954–1961-ben az egyetem dékáni, 1961–1963-ban rektori feladatait látta el. 1953-ban a kémiai tudomány kandidátusa lett, 1961-ben pedig a doktori fokozatot is megszerezte. Veszprémi oktatói munkájával párhuzamosan 1953–1954-ben a Nehézipari Minisztérium nehézvegyipari igazgatóságának (főosztályának) vezetője volt, 1955–1956-ban a Magyar Tudományos Akadémia elnökségi titkárságát vezette, 1960-tól 1963-ig pedig a Korach Mór vezette, majd a Pannon Egyetem szervezeti keretébe tartozó MTA Műszaki Kémiai Kutatólaboratóriumának igazgatóhelyettese volt.
1963 decembere és 1974 májusa között művelődésügyi miniszterhelyettesi posztot töltött be, ezzel párhuzamosan – szakmai munkáját sem hanyagolva – 1968 és 1974 között Korach Mór utódjaként az MTA Műszaki Kémiai Kutatóintézetének igazgatója volt. Az 1970-es évek második felében kizárólag oktatáspolitikai tevékenysége kötötte le. 1974. május 14-étől június 21-éig a Fock-kormány művelődésügyi minisztere volt, majd a minisztérium kettéválasztásával, 1974. június 21-étől 1980. június 27-éig a Fock-, illetve a Lázár-kormány oktatásügyi tárcáját vezette.
1980-ban visszatért a katedrához, 1991-ig a Budapesti Műszaki Egyetem kémiai tanszékén oktatott tanszékvezető egyetemi tanárként, egyúttal 1981 és 1987 között a műegyetem rektori tisztét is betöltötte. Ezzel párhuzamosan 1981-től 1989-ig a Hazafias Népfront országos tanácsának alelnöke volt. 1987 után az MTA Műszaki Kémiai Kutatóintézetének kutatóprofesszoraként tevékenykedett.

## Munkássága
Életművének legjelentősebb vonulata oktatás- és tudományszervező tevékenysége volt. Munkájának köszönhetően indulhatott be 1945-ben a kémiai technológiai oktatás a budapesti műegyetemen, majd az 1940-es–1950-es évek fordulóján kifejtett szervezőmunkájának köszönhetően Veszprém városa a felsőfokú vegyészmérnöki képzés és a vegyipari alapkutatások egyik magyarországi fellegvára lett. Elképzeléseinek megfelelően 1949-ben kezdte meg működését a városban a Budapesti Műszaki Egyetem nehézvegyipari kara, amelyet 1951-re egyetemi rangot kapó, önálló felsőoktatási intézménnyé szervezett. Ugyancsak javaslatára és irányítása mellett jöttek létre a vegyészképzést is támogató, alapkutatásokkal foglalkozó további intézmények Veszprémben: 1949-ben a  Nehézvegyipari Kutatóintézet, 1960-ban pedig a Műszaki Kémiai Kutatóintézet.
Az 1960-as években kezdeményezésére vezették be a magyarországi felsőoktatásba a központi felvételi rendszert, amelyet már oktatásügyi miniszterként kiterjesztett valamennyi felsőoktatási intézményre. Minisztersége idején vezették be a tizenegy napos tanítási ciklust, azaz a kéthetenkénti szabad szombat rendszerét, 1979-ben pedig a középfokú iskolák két felső évfolyamának tantervét fakultatív oktatással egészítették ki.
Tudósként fő kutatási területe az ipari szervetlen kémia, azon belül elsősorban a szervetlen pigmentek, a műtrágyagyártás kémiája és technológiája volt. Tudománytörténeti kutatásokkal is foglalkozott, elsősorban Korach Mór és Varga József életművének bemutatása fűződik a nevéhez. Akadémiai székfoglalói A kémiai technológiák intenzifikálásának néhány kérdése (1965) és A hazai vegyészképzés és a kémiai kutatás történeti áttekintésben (1978) címen hangoztak el. Könyvei és felsőoktatási jegyzetei mellett főszerkesztőként irányította a Műszaki lexikon (1970–1978), valamint a Technika című kisenciklopédia (1975) munkálatait.

## Társasági tagságai és elismerései
1964-ben a Magyar Tudományos Akadémia levelező, 1976-ban rendes tagjává választották, 1980-tól 1985-ig a testület alelnöki feladatait látta el, de ezt követően még 1990-ig tagja volt az elnökségnek. Ugyancsak alelnöki tisztséget látott el a Műszaki és Természettudományi Egyesületek Szövetségében. Az 1960-as évektől tiszteleti tagja volt a Német Kémiai Társaságnak, a Nemzetközi Elméleti és Alkalmazott Kémiai Uniónak (IUPAC) és a velencei Európai Kultúra Társaságnak (ESC), 1982-től pedig a nagy múltú messinai tudományos társaságnak, az Accademia Peloritana dei Pericolantinak, valamint a Bolognai Tudományos Akadémiának.
Az ipari technológiai szemléletű vegyészmérnökképzés alapelveinek kidolgozásáért és gyakorlati alkalmazásáért 1961-ben a Kossuth-díj harmadik fokozatát vehette át, 1987-ben Apáczai Csere János-díjat kapott.
Díszdoktorává fogadta a Leningrádi Kalinyin Műszaki Intézet (1968, ma Szentpétervári Állami Műszaki Egyetem), a Veszprémi Egyetem (1997), valamint tiszteletbeli tagja volt a Karlsruhei Műszaki Egyetem szenátusának. Veszprém városa 1976-ban díszpolgári címet adományozott neki, amit 1991-ben megerősítettek.

## Főbb művei
- Gázipar. Budapest: Népszava. 1949.   (Vadas Imrével)
- Általános kémia. Budapest: Állami Műszaki Főiskola. 1950.
- Műtrágyaipar. Budapest: Közoktatási Jegyzetellátó. 1952.   (Balla Bélával)
- A borsodi magyar vegyianyagbázis. Budapest: Állami ny. 1954.
- Műtrágyagyártásunk fejlesztésének kérdései. Budapest: Akadémiai. 1954.
- Kémiai technológia I–III. Budapest: (kiadó nélkül). 1959–1961.   (Varga Józseffel)
- Műszaki kémiai optimálás. Budapest: Tankönyvkiadó. 1973.   (Blickle Tiborral)
- A hazai vegyészképzés és a kémiai kutatás történeti áttekintésben. Várpalota: Magyar Vegyészeti Múzeum. 1978.
- Higher education in Hungary. Budapest: Hungarian National Commission for UNESCO. 1985.   (Széchy Évával)

## Díjak, kitüntetések
- Magyar Népköztársasági Érdemrend ötödik fokozata (1950)
- Szocialista Munkáért Érdemérem (1955, 1956, 1958)
- Munka Érdemrend (1959)
- Kossuth-díj harmadik fokozat (1961)
- Munka Érdemrend arany fokozata (1972)
- Szocialista Magyarországért Érdemrend (1982)
- Apáczai Csere János-díj (1987)
- Pannon Egyetem díszdoktora (1997)

## További irodalom
- Benedek Pál:  Polinszky Károly (1922–1998).  Magyar Tudomány,  XLIII. évf.  11. sz. (1998)   1384–1385. o.
- Benedek Pál: Polinszky Károly, 1922–1998. Elhangzott: 2000. március 21.; MTA, Bp., 2001 (Emlékbeszédek az MTA elhunyt tagjai felett)

| Elődje: Nagy Miklós | Magyarország művelődésügyi minisztere 1974. május 14. – 1974. június 21. | Utódja: Orbán László (kulturális miniszterként) |

| Elődje: Nincs oktatásügyi tárca | Magyarország oktatásügyi minisztere 1974. június 21. – 1980. június 27. | Utódja: Nincs oktatásügyi tárca |